# Vuorineuvos
Vuorineuvos (finnisch) oder Bergsråd (schwedisch, beide wörtlich „Bergrat“) ist ein finnischer Ehrentitel, der vom Präsidenten der Republik Finnland an führende Persönlichkeiten aus Industrie und Handel verliehen wird. Der Titel ist ehrenamtlich und bringt keine Verantwortung oder Privilegien mit sich. So wie alle anderen finnischen Titel ist er nicht erblich. Der einzige gleichrangige Titel ist Valtioneuvos/Statsråd („Staatsrat“).

## Name
Die Finnische Staatskanzlei empfiehlt die Namen der Ehrentitel nicht in andere Sprachen zu übersetzen, sondern einen der beiden originalsprachlichen Namen auch beim Gebrauch des Titels im Ausland zu verwenden, ggf. mit der zusätzlichen Erklärung „finnischer Ehrentitel“.
 

„Bergrat“ ist die wörtliche Übersetzung der Originalbezeichnung vuorineuvos bzw. bergsråd. Im verfassungsgemäß zweisprachigen Finnland haben in der Regel alle offiziellen Namen, Titel und dergleichen sowohl eine finnische als auch eine schwedische Form. Beide Amtssprachen sind laut Finnischer Verfassung gleichberechtigt. 

## Stiftung und Geschichte
Der Titel „Bergrat“ entstand im späten 18. Jahrhundert in Schweden, als der Bergbau eine wichtige Rolle in der Wirtschaft spielte, einschließlich im östlichen Teil des Reiches (siehe Geschichte Finnlands#Ein Teil Schwedens). In dieser Zeit erhielten fünf Personen aus Finnland den Titel. Von 1809 bis 1917 wurden im halbautonomen, russisch regierten Großfürstentum Finnland weitere 19 Titel vergeben. Der erste Empfänger des Titels in der modernen Republik Finnland war Fridolf Hisinger am 17. Juli 1918. Verliehen wird die Ehrung nicht nur an Personen im Bergbau, sondern auch in anderen Industriezweigen und im Handel, in der Regel an Vorstandsvorsitzende von Großunternehmen.
Bis 2010 wurden 295 Persönlichkeiten geehrt.

## Ablehnung des Titels
Antti Ahlström, der Gründer von Ahlstrom; Jorma Ollila, der ehemalige CEO von Nokia und Pekka Herlin von KONE haben den Titel aus persönlichen Gründen abgelehnt.

## Liste bemerkenswerter Titelträger
- Juho Aalto
- Aarne Aarnio
- Juhani Ahava
- Einar Ahlman
- Hans Ahlström
- Krister Ahlström
- Walter Ahlström
- Tor Bergman
- Edvin Bergroth
- Petri Bryk
- Fredrik Castrén
- Casimir Ehrnrooth
- Gay Ehrnrooth
- Georg Ehrnrooth
- Göran Ehrnrooth
- Jorma Eloranta
- Matti Eloranta
- Adolf Engström
- Erik Gillberg
- Stig Gustavson[5]
- Helge Haavisto
- Reino Hanhinen
- Heikki Hakala
- Juhani Heinonen
- Ilmari Helanto
- Heikki H. Herlin
- Gustav von Hertzen
- Harri Hintikka
- Paavo Honkajuuri
- Matti Honkala
- Martti Hovi
- Heikki Huhtamäki
- Jukka Härmälä
- Stig H. Hästö
- Jaakko Ihamuotila
- Kari Jordan
- Albert Lindsay von Julin
- Jyrki Juusela
- Aulis O. Kairamo
- Kari Kairamo
- Heimo Karinen
- Mauri Karvetti
- Matti Kavetvuo
- Irja Ketonen
- Åke Kihlman
- Lauri Kivekäs
- Mikko Kivimäki
- Timo U. Korhonen
- Väinö Kotilainen
- Lasse Kurkilahti
- Jere Lahti
- Bertel Långhjelm
- Robert Lavonius
- Tauno Matomäki
- Björn Mattsson
- Mauri Melamies
- Esko Muhonen
- Eero Mäkinen
- Kari Neilimo
- Tor Nessling
- Juha Niemelä
- Yrjö Niskanen
- Antti Oksanen
- Seppo Paatelainen
- Erkki Partanen
- Heikki Pentti
- Yrjö Pessi
- Pentti Rautalahti
- Uuno Takki
- Sakari Tamminen
- Uolevi Raade
- Juha Rantanen
- Kauko Rastas
- Jaakko Rauramo
- Olli Reenpää
- Martin Saarikangas
- Pentti Salmi
- Reino Salo
- Wilhelm Schauman
- Gösta Serlachius
- Karl Söderman
- Arnold Henrik (Arno) Solin
- Allan Staffans
- Julius Stjernvall
- Tor Stolpe
- Gottfrid Strömberg
- Keijo Suila
- Matti Sundberg
- Paavo V. Suominen
- Pentti Tuomala
- Eero Utter
- Yrjö Vesa
- Jukka-Pekka Viinanen
- Erik Volmari
- Pertti Voutilainen
- Simo Vuorilehto
- Wilhelm Wahlforss
- Juuso Walden
- Verner Weckman
- Björn Westerlund